# 1111
| 1111               |
| ------------------ |
| Dødsfald - Fødsler |
|                    |

| Gregoriansk kalender | 1111 MCXI               |
| Ab urbe condita      | 1864                    |
| Armensk kalender     | 560 ԹՎ ՇԿ               |
| Kinesiske kalender   | 3807 – 3808 庚寅 – 辛卯 |
| Etiopisk kalender    | 1103 – 1104             |
| Jødisk kalender      | 4871 – 4872             |
| Hindukalendere       |                         |
| - Vikram Samvat      | 1166 – 1167             |
| - Shaka Samvat       | 1033 – 1034             |
| - Kali Yuga          | 4212 – 4213             |
| Iransk kalender      | 489 – 490               |
| Islamisk kalender    | 504 – 505               |

Konge i Danmark: Niels 1104–1134
Se også 1111 (tal)

## Begivenheder
- Færøerne blev et selvstændigt katolsk bispedømme,
- William 2. blev hertug af Apulien og Calabrien
- 11 november – Den fascinerende dato 11-11-1111

## Dødsfald
- 3. marts – Bohemund 1. af Antiokia, fyrste af Taranto og Antiokia, og var en af lederne af det 1. korstog.
- 22. februar – Roger Borsa, hertug af Apulien, Calabrien og Sicilien
- 8. November – Otto 2., greve af Habsburg